# ناویا اومدا
ناویا اومدا (انگلیسی: Naoya Umeda؛ زادهٔ ۲۷ آوریل ۱۹۷۸) بازیکن فوتبال اهل ژاپن است.
از باشگاه‌هایی که در آن بازی کرده‌است می‌توان به باشگاه فوتبال اوراوا رد دیاموندز و باشگاه فوتبال سانفریس هیروشیما اشاره کرد.